# Басенко, Дмитрий Викторович
Дмитрий Викторович Басенко (род. 8 ноября 1969 года) — советский спортсмен (хоккей на траве).

## Карьера
В 1989—1991 годах был вратарём в алма-атинском «Динамо». В чемпионате СССР провёл 70 игр.
Трёхкратный чемпион СССР (1989—1991).
Двукратный финалист Кубка СССР (1989, 1990).